# Osmond (Nebraska)
Osmond je grad u američkoj saveznoj državi Nebraska. Prema popisu stanovništva iz 2010. u njemu je živjelo 783 stanovnika.